# Un colt nommé Gannon
Pour plus de détails, voir Fiche technique et Distribution.
Un colt nommé Gannon (titre original : A Man called Gannon) est un film américain de James Goldstone sorti en 1968.

## Synopsis
Gannon, un cow-boy ayant fait la guerre par le passé, rencontre le jeune Jess. Tous deux travaillent dans le ranch de Beth, une riche propriétaire. Mais lorsque cette dernière décide d'installer des barbelés, la tension monte entre Gannon et les fermiers voisins...

## Fiche technique
- Titre original : A Man called Gannon
- Réalisation : James Goldstone
- Scénario : D.D. Beauchamp, Borden Chase et Gene R. Kearney d'après le roman Man Without a Star (l'homme qui n'a pas d'étoile) de Dee Linford
- Directeur de la photographie : William Margulies
- Montage : Gene Palmer et Richard M. Sprague
- Musique : Dave Grusin
- Costumes : Helen Colvig
- Production : Howard Christie
- Genre : Western
- Pays :  États-Unis
- Durée : 105 minutes
- Date de sortie :
  -  États-Unis : 8 mars 1968 (Kansas City)
  -  France : 18 décembre 1968
- Affiche : Constantin Belinsky (France)

## Distribution
- Tony Franciosa (VF : Albert Augier) : Gannon
- Michael Sarrazin (VF : Philippe Ogouz) : Jess Washburn
- Judi West (VF : Jeanine Freson) : Beth
- Susan Oliver (VF : Arlette Thomas) : Matty
- John Anderson (VF : Henry Djanik) : Capper
- David Shainer (VF : Jean-François Laley) : le shérif Polaski
- James Westerfield (VF : Pierre Collet) : Amos
- Gavin MacLeod (VF : Antoine Marin) : Lou
- Eddie Firestone (VF : Jacques Ciron) : Maz
- Ed Peck (VF : Georges Montant) : le livreur
- Harry Davis (VF : Jean Brunel) : Harry
- Robert Sorrels (VF : Marc de Georgi) : Goff
- Terry Wilson (VF : Alain Souchère) : Coss
- Eddra Gale (VF : Lita Recio) : Louisa
- Harry Basch (VF : Gérard Férat) : Ben
- James Callahan (VF : Roger Rudel) : Bo
- Cliff Potts (VF : Jean Berton) : Ike
- Jason Evers (VF : Jacques Degor) : Mills